# باشگاه فوتبال پریمیرو د آگوستو
باشگاه فوتبال پریمیرو د آگوستو (انگلیسی: C.D. Primeiro de Agosto)، یک باشگاه فوتبال است که در شهر لوآندا کشور آنگولا پایه‌گذاری شده‌است.